# Comuna Kîselivka, Snihurivka
Kîselivka (în ucraineană Киселівка) este o comună în raionul Snihurivka, regiunea Mîkolaiiv, Ucraina, formată din satele Kîselivka (reședința) și Maksîmivka.

## Demografie
Componența lingvistică a comunei Kîselivka
     Ucraineană (91,71%)
     Rusă (5,69%)
     Alte limbi (0,93%)
Conform recensământului din 2001, majoritatea populației comunei Kîselivka era vorbitoare de ucraineană (91,71%), existând în minoritate și vorbitori de rusă (5,69%).